# 한국 퓨전음식
다음은 한국 퓨전음식에 관한 설명이다.

## 밥버거
밥버거는 한국의 주식인 밥과 서양의 음식인 버거의 합성어이다. 밥과 버거를 혼합한 음식으로 누구나 간편하게 밥버거를 즐길 수 있다. 저렴한 가격 때문에 학생, 직장인, 회사원들에게 인기가 많은 음식이다. 대략 1500원에서 3000원의 가격을 형성하고 있으며 다양한 프랜차이즈 매장을 갖추고 있다. 예를 들어 봉구스밥버거, 뚱이 밥버거 등이 있으며, 봉구스 밥버거가 대표적인 한국의 밥버거 프랜차이즈 매장이다.
봉구스밥버거 홈페이지

## 설빙
설빙은 대한민국의 대표적인 디저트카페이다. 한국의 대표적인 병과 인절미와 서양의 카페 문화가 융합되어 만들어진 브랜드이다. 창업자는 식품영양학을 전공하고 일본으로 유학을 떠나게 되었다. 일본 유학 도중 일본에서 일식을 위주로 한 일본의 전통 디저트가 고급 먹거리로 사랑받는 것에 주목하게 되어 한국에 돌아와 전통 디저트카페를 만들게 된다. 메인 메뉴로는 인절미 설빙이 있으며 현재 딸기빙수, 팥빙수 등 한국인의 입맛을 저격한 다양한 팥빙수를 판매하고 있다
 설빙 홈페이지

## 치맥
치맥은 치킨과 맥주가 합성된 말로 치킨과 맥주를 함께 즐기는 한국과 미국의 대표적인 퓨전 문화를 일컫는 말이다. 한국의 치킨문화와 서양의 맥주가 융합되어 대한민국에서 남녀노소 가릴 것 없이 사랑받고 있는 음식이다. 또한 많은 외국인들이 한국의 치맥 문화를 즐기러 한국을 방문하고 있는 중이다. 현재 오븐에 빠진 닭(오빠닭), 교촌치킨, 노랑통닭 등 한국의 많은 매장에서 치킨을 팔고 있다
 오빠닭 홈페이지

## 불고기버거
불고기 버거는 한국의 전통적인 음식 불고기와 서양의 대표적인 음식 버거가 융합된 음식이다. 서양의 햄버거를 한국 사람들의 입맛에 맞게 재창조하였다. 현재 맥도날드, 롯데리아, 버거킹, 맘스터치 등에서 불고기 버거를 판매하고 있다. 또한 다른 햄버거에 비해 가격이 저렴하여 많은 학생들이 애용하고 있는 중이다.
 맥도날드 홈페이지